# Лялька в темряві
Лялька в темряві (англ. A Doll in the Dark) — канадо-американський трилер 1997 року.

## Сюжет
Ріоко Шимуру, красиву японську дівчину, захоплює в заручниці Ендрю Мартін, продавець антикваріату. Незабаром Ріоко дізнається, що Ендрю одержимий загиблою жінкою, на яку вона сильно схожа. Та ж загибла жінка не дає спокою ветерану поліції, детективу Джону Кіту, що очолює пошуки зниклої Ріоко і незабаром дізнається про жахливий зв'язок між двома азійськими красунями. Шарм минулого, любов і одержимість ведуть до кривавого фіналу, де розкривається вся правда.

## У ролях
| Актор          | Роль            |
| -------------- | --------------- |
| Біллі Драго    | Кіт             |
| Джо Хо         | Вілс            |
| Джош Брауер    | Ендрю Мартін    |
| Алан Чароф     | Мартіні         |
| Наомі Кавасіма | Ріоко / Сецуко  |
| Дженні Мурано  | Юмі Танімото    |
| Адоні Маропіс  | Сальваторе      |
| Брайан Оерлі   | найманий вбивця |
| Ліза Роден     | Волтерс         |
| Крейг Тарюмін  | Techie 1        |
| Рік Вільямсон  | найманий вбивця |